# Aulis Kallakorpi
Aulis Kallakorpi (n. 1 ianuarie 1929, Kuusankoski, Uusimaa Province⁠(d), Finlanda – d. 15 mai 2005, Mikkeli, Itä-Suomen lääni, Finlanda) a fost un săritor cu schiurile ce a reprezentat Finlanda, medaliat olimpic. A participat la o ediție a Jocurilor Olimpice (1956) în care a câștigat o medalie de argint.

## Participări
Lista de mai jos prezintă principalele competiții la care a participat Aulis Kallakorpi de-a lungul carierei.
- Salto con gli sci ai VII Giochi olimpici invernali[*]